# ツヅラフジ科
ツヅラフジ科（ツヅラフジか、学名：Menispermaceae）は、双子葉植物の科で、70属500種ほどからなる。ほとんどが熱帯に分布し日本は分布の北限にあたるため数種のみである。

## 形態
多くの種類で木本性のつる植物であるが、草本性のつる植物のものや低木も一部に知られる。雌雄異株で、花は小さく、花弁・がく・雄しべは数個、雌しべは1または3（離生）のものが多い。葉は互生。

## 人間との関係

### 食用
本科の植物は一般にアルカロイドを含み人にとっては有毒であり食用にはできない。

### 薬用・毒
漢方などの伝統医学では薬として使われるものもある。
南米の熱帯雨林などに分布するChondrodendron属（和名未定）、Abuta属（和名未定）、Curarea属（和名未定）ほか数属から抽出される毒はクラーレ(curare)などと呼ばれ、先住民は矢毒として使うことがある。有効成分はd-ツボクラリンなどで、神経伝達を遮断することで筋肉を麻痺させ死に至る猛毒である。また、経口摂取では毒性を発揮しないという性質があり、仕留めた獲物を食べることになる狩猟用の矢毒としては最適の毒である。この毒の構造をもとに筋弛緩剤の一種スキサメトニウム（suxamethonium）が開発されるなどとして応用もなされている。矢毒の原料となる植物には他にキンポウゲ科、キョウチクトウ科、クワ科、マチン科やトウダイグサ科があるが、地域によって主に利用される植物に違いがあり、特に南米はツヅラフジ科の有毒植物を使う民族が多いといわれている。

ツボクラリンの構造式
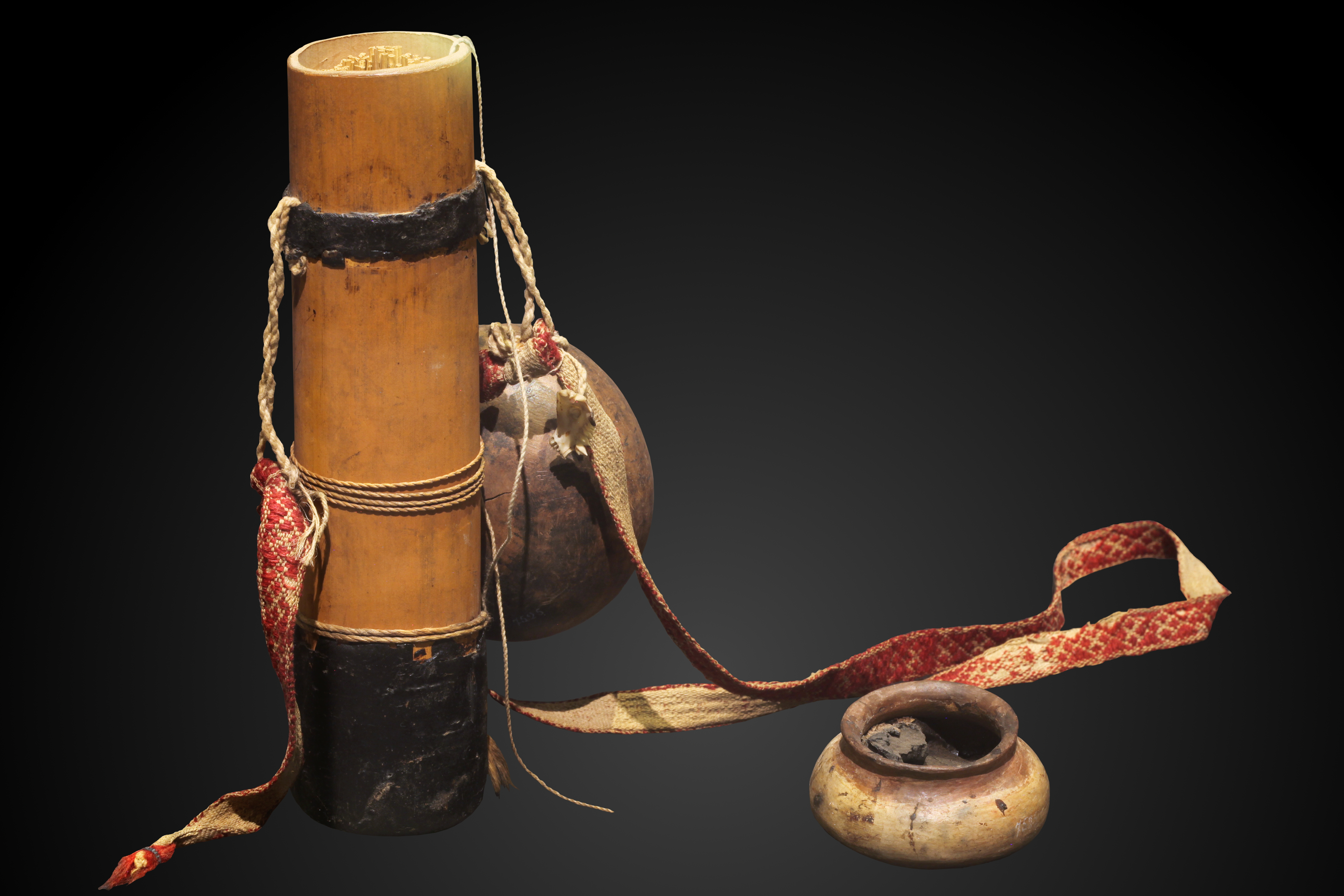
南米先住民が矢毒を収める竹筒
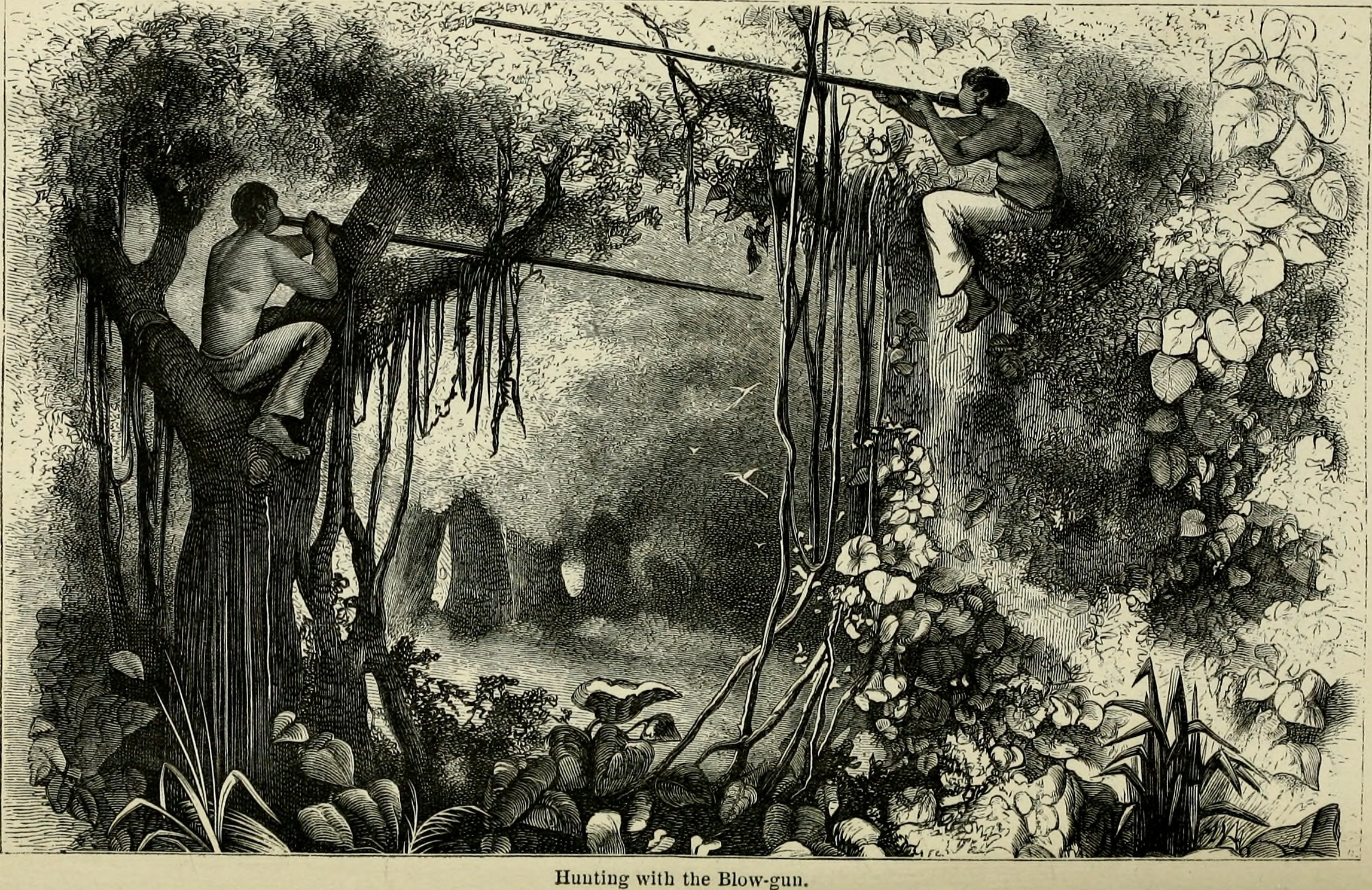
19世紀のアマゾン熱帯雨林で吹き矢を持つ人を描いた絵

### 弦
日本の籠の一種である葛籠（つづら）は現在は竹で作るのが一般的であるが、かつてはツヅラフジ類の弦を編んで作っていたとされる。また、日本語の葛藤（かっとう）という言葉はツヅラフジの漢字表記である葛藤と一緒である。語源はツヅラフジの弦がもつれ合う様子に由来しているとの説もある。

## 分類
殆どが熱帯性の種であり、和名が定まっていないものが多い。

### subfamily Chasmantheroideae
和名未定の亜科

#### tribe Burasaieae
和名未定の連。以下の属を含む。
- Aspidocarya J. D. Hooker & Thomson

和名未定の属である
- Borismene Barneby
- Burasaia Thouars
- Calycocarpum Torrey & A. Gray
- Chasmanthera Hochst.
- †Chandlera Scott
- Chlaenandra Miquel
- Dialytheca Exell & Mendonça
- Dioscoreophyllum Engler
- Diploclisia Miers
- Disciphania Eichler
- Fawcettia F. Mueller
- Fibraurea Loureiro
- Hyalosepalum Troupin
- Jateorhiza Miers
- Kolobopetalum Engler
- Leptoterantha Troupin
- Odontocarya Miers ( Synandropusを含む)
- Orthogynium Baillon
- Parabaena Miers
- Paratinosopora Wei Wang
- Penianthus Miers
- Platytinospora (Engler) Diels
- Rhigiocarya Miers
- Sarcolophium Troupin
- Sphenocentrum Pierre
- Syntriandrium Engler
- Tinomiscium J. D. Hooker & Thomson
- Tinospora Miers

#### tribe Coscinieae
- Anamirta Colebrooke

和名未定の属。
- Arcangelisia Beccari

- Coscinium Colebrooke

### subfamily Menispermoideae
和名未定の亜科

#### tribe Anomospermeae
和名未定の連。
- Abuta Aublet

和名未定の属。中南米に30種程度が知られる。一部の種はクラーレとして狩猟などに使われる。

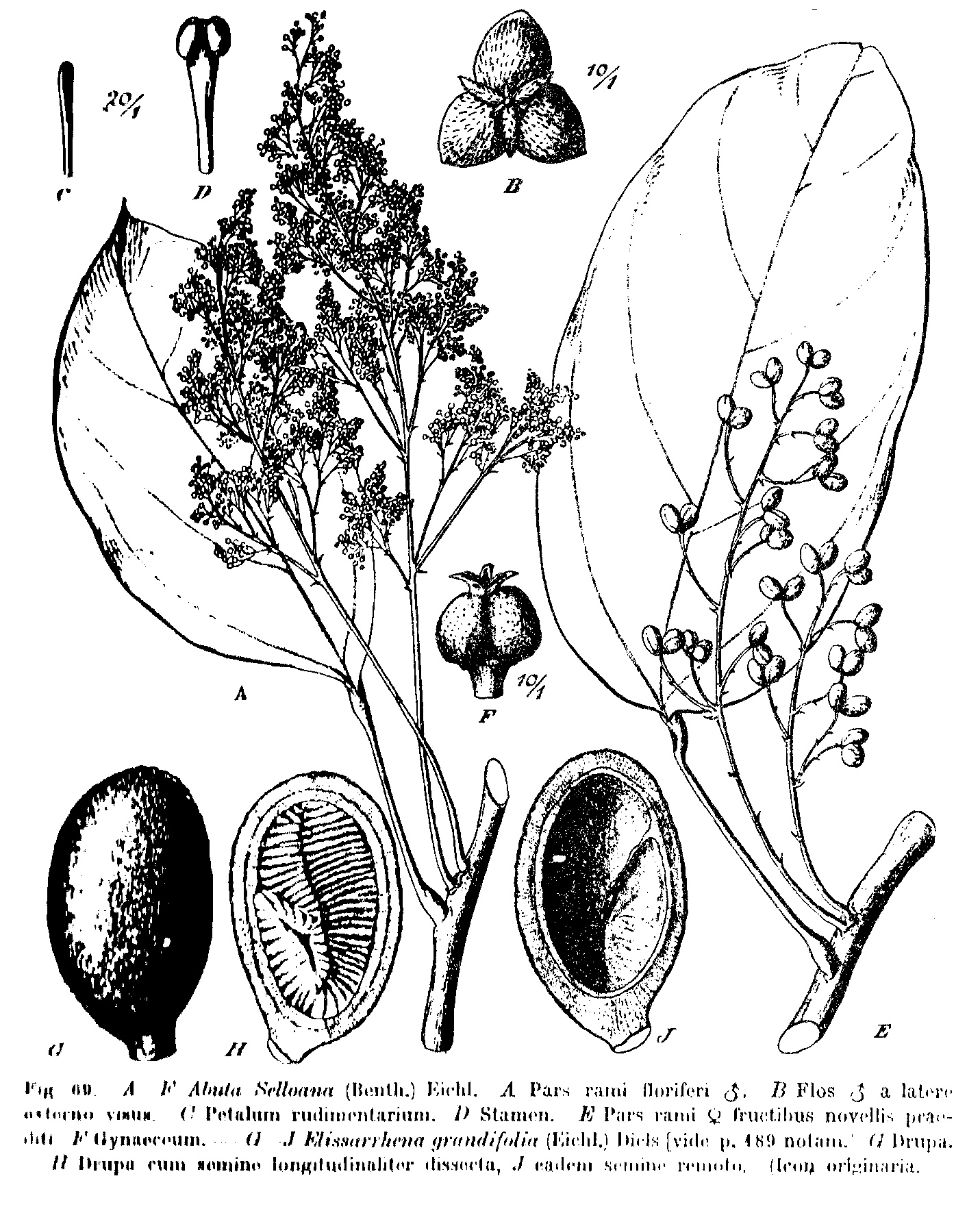
Abuta selloanaのイラスト

- Anomospermum Miers ( Orthomeneを含む)
- Caryomene Barneby & Krukoff
- Diploclisia Miers
- Echinostephia (Diels) Domin [1]
- Elephantomene Barneby & Krukoff (Cionomeneを含む)
- Elissarrhena Miers
- Hypserpa Miers
- Legnephora Miers
- Parapachygone Forman
- ホウライツヅラフジ属 Pericampylus Miers
- Rupertiella Wei Wang & R. Ortiz
- Sarcopetalum F. Mueller
- Telitoxicum Moldenke

#### tribe Cissampelidae

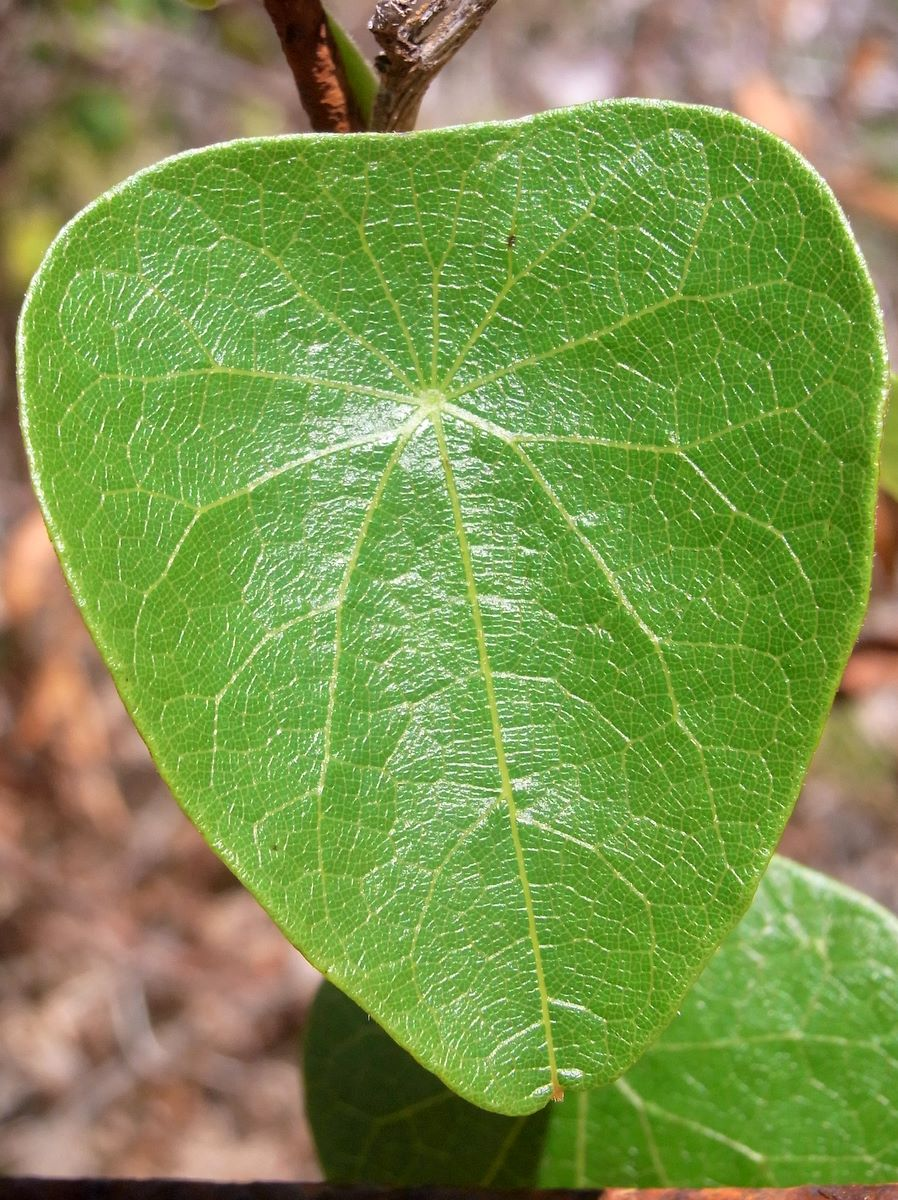
ハスノハカズラの葉

- Antizoma Miers
- Cissampelos L.
- ミヤコジマツヅラフジ属 Cyclea Wight

沖縄からフィリピンにかけて分布するミヤコジマツヅラフジなどが含まれる。
- Perichasma Miers

- ハスノハカズラ属Stephania Loureiro

日本にはハスノハカズラ（S. japonica）が分布する。
- ハスノハカズラの葉

#### tribe Limacieae
和名未定の連。次の一属だけからなる単型の連である。
- Limacia Loureiro

#### tribe Menispermeae
和名未定の連
- コウモリカズラ属 Menispermum L.

和名は葉の形がコウモリに似ているつる植物（かずら）であることに由来するといわれる。学名Menispermum及び英名moonseedはともに「月の種」の意味で種子の形に由来する。

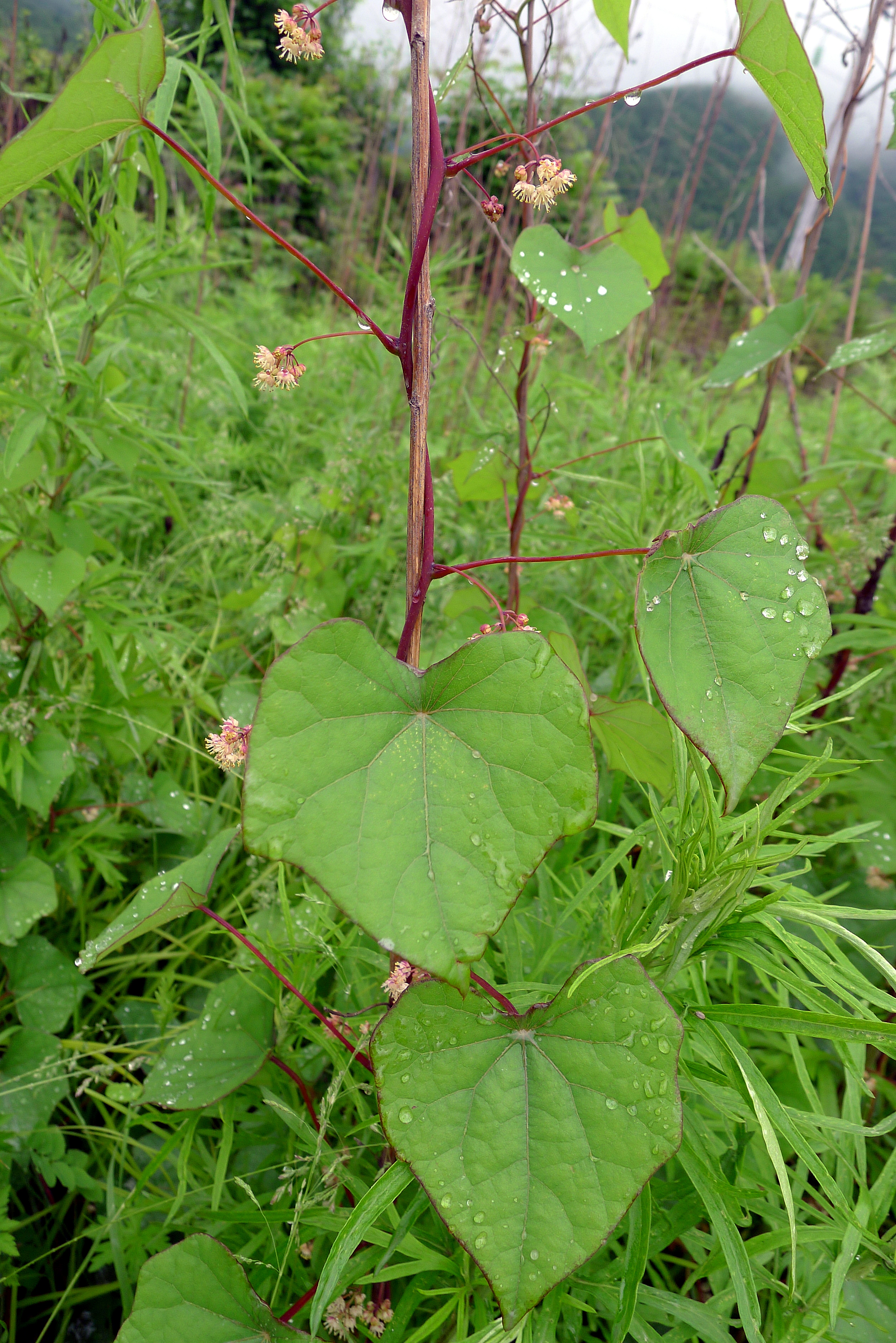
Menispermum dauricumの葉と花
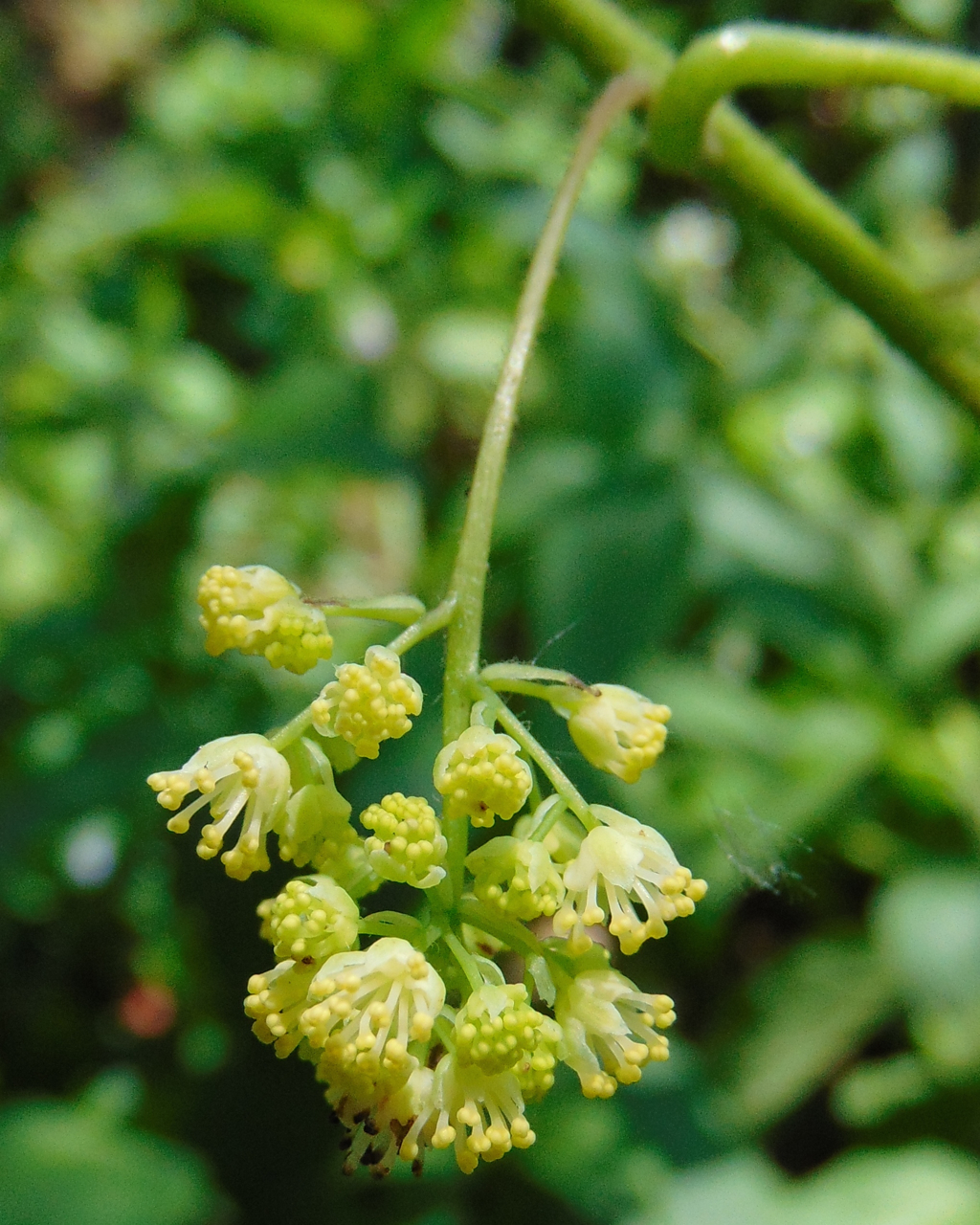
Menispermum canadenseの花
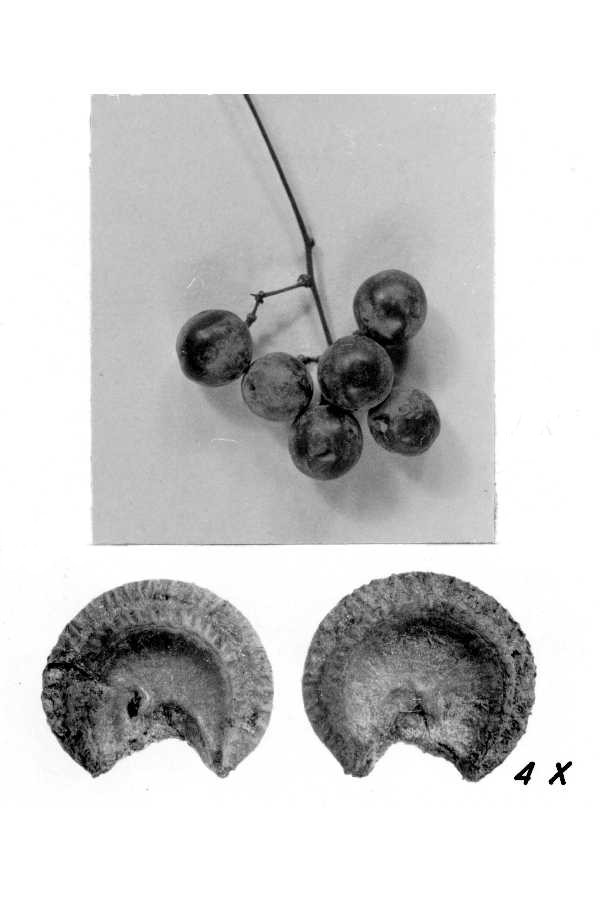
月の種と呼ばれるコウモリカズラ属の種子と果実

- ツヅラフジ属 Sinomenium Diels

日本にはオオツヅラフジ（Sinomenium acutum）が分布する。

#### tribe Pachygoneae
和名未定の連
- アオツヅラフジ属 Cocculus de Candolle

日本にはアオツヅラフジ（Cocculus orbiculatus）やイソヤマアオキ（C. laurifolius、コウシュウヤクとも）が分布する。イソヤマアオキは本科には珍しくつる植物ではなく低木である。

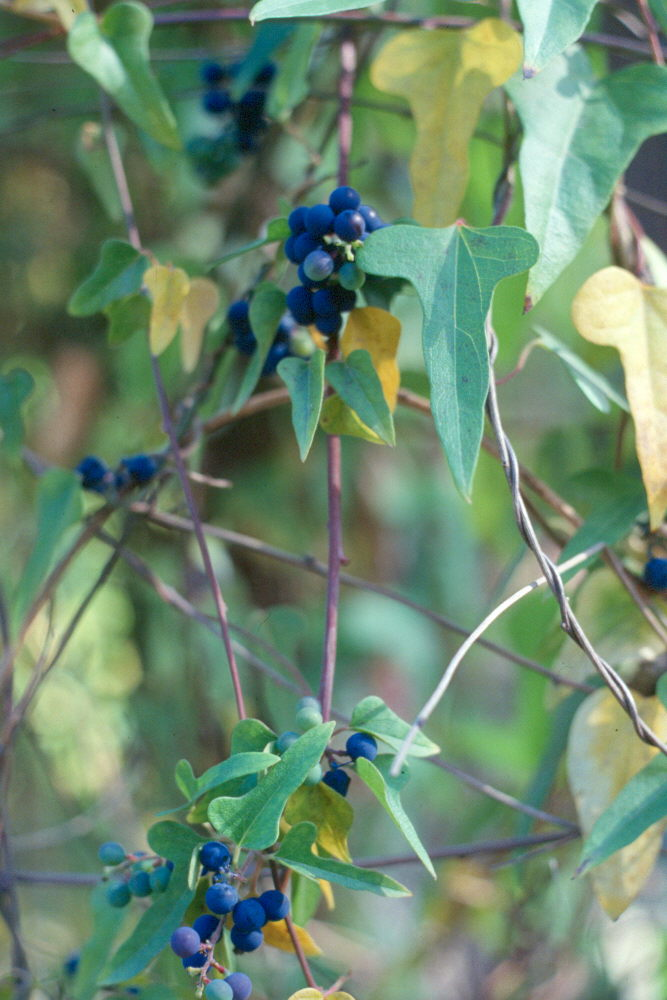
アオツヅラフジの実
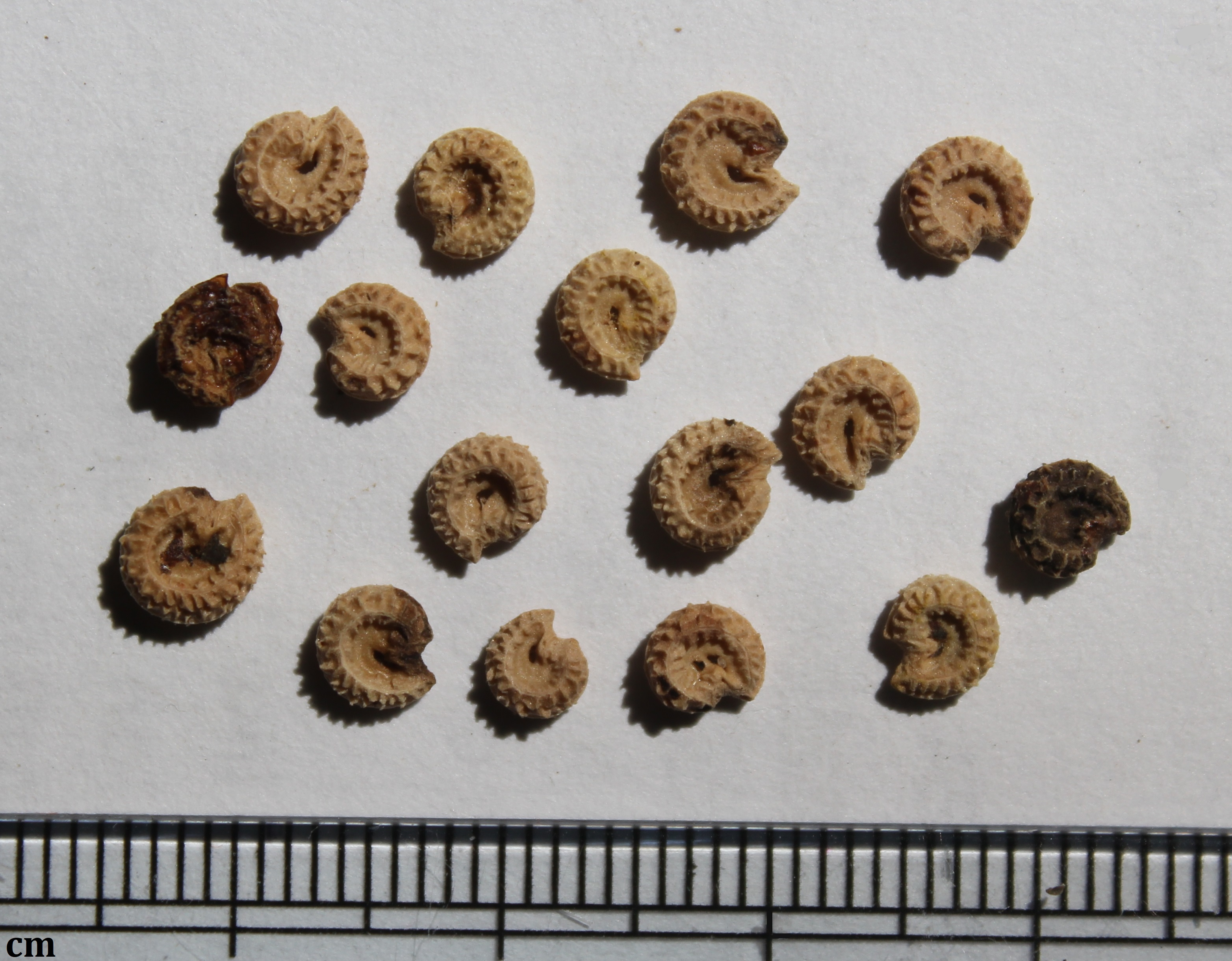
Cocculus carolinusの種子
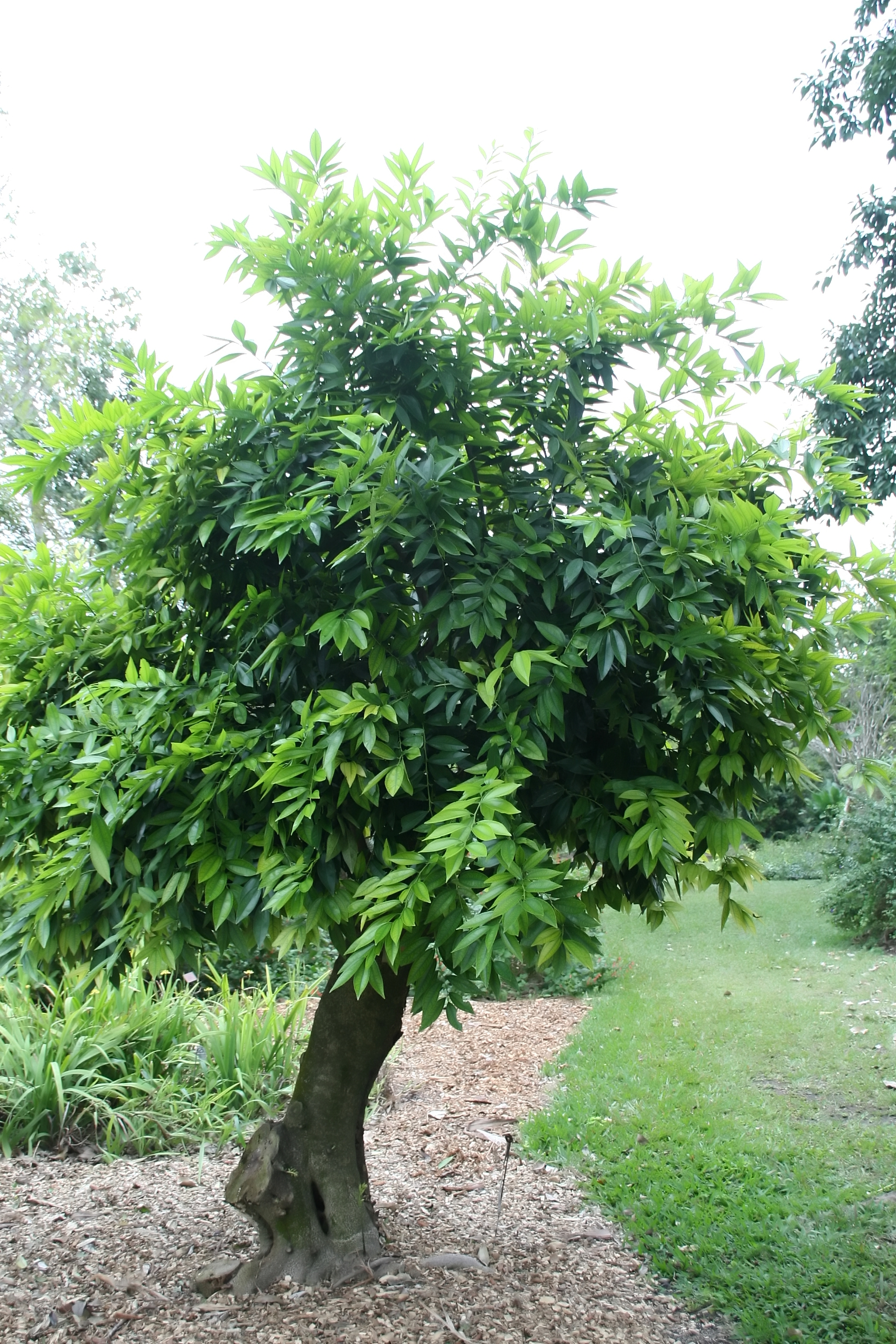
イソヤマアオキの樹形
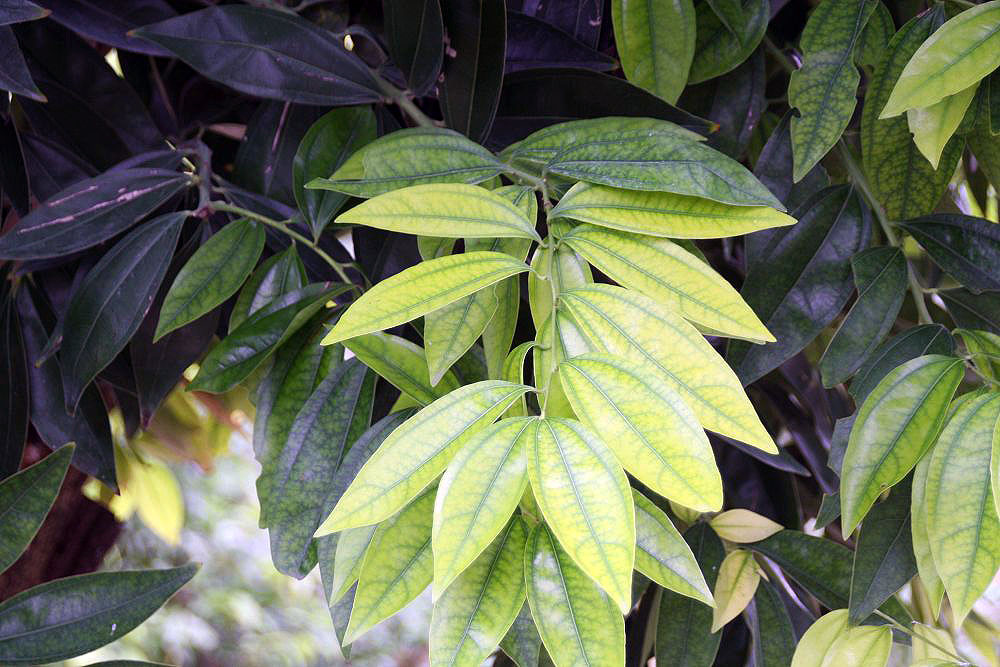
イソヤマアオキの葉

- Haematocarpus Miers

和名未定の属。
- Hyperbaena Bentham

- Pachygone Miers

#### tribe Spirospermeae
和名未定の連
- Limaciopsis Engler

和名未定の属。
- Rhaptonema Miers
- Spirospermum Thouars
- Strychnopsis Baillon

#### tribe Tiliacoreae
和名未定の連
- Albertisia Beccari

和名未定の属
- Anisocycla Baillon

- Beirnaertia Troupin

- Carronia F. Mueller

- Chondrodendron Ruiz & Pavón[2]

和名未定の属で5種程度が知られる。特にChondrodendron tomentosum（和名未定）はクラーレの原料の一つである。

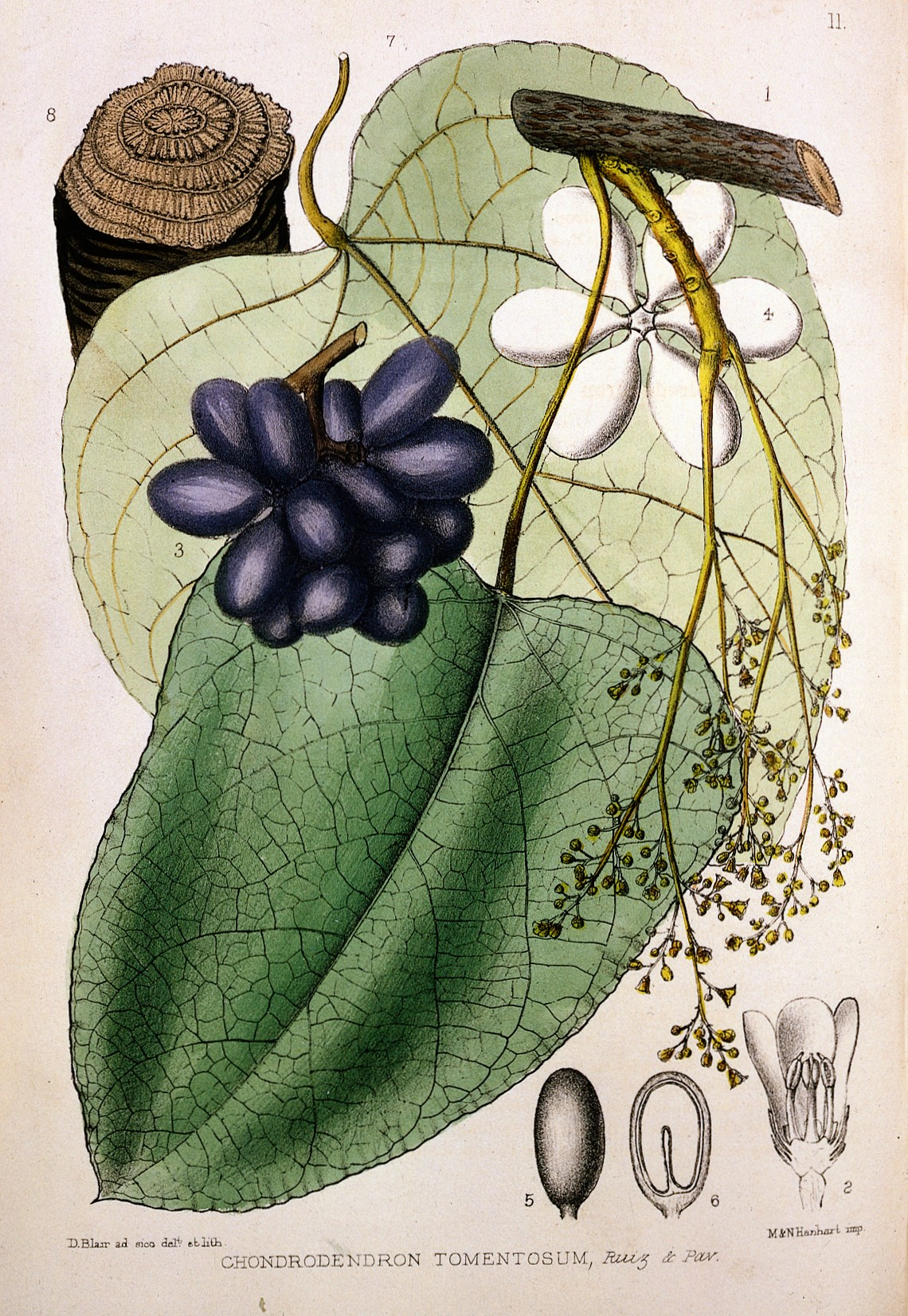
Chondrodendron tomentosumの各部イラスト

- Curarea Barneby & Krukoff

南米に10種程度が知られる。一部の種はクラーレとして狩猟などに使われる。
- Eleutharrhena Forman

- Macrococculus Beccari

- Pleogyne Miers

- Pycnarrhena J. D. Hooker & Thomson

- Sciadotenia Miers

- Synclisia Bentham & J. D. Hooker
- Syrrheonema Miers
- Tiliacora Colebrooke
- Triclisia Bentham & J. D. Hooker
- Ungulipetalum Moldenke

#### 所属不明 Incertae sedis
- †Callicrypta